# Краснова, Клавдия Фёдоровна
Клавдия Фёдоровна Краснова (род. 1925) — советский передовик производства в сельскохозяйственном производстве. Герой Социалистического Труда (1949).

## Биография
Родилась 2 мая 1925 года в селе Глинке  Алтайского края.
В 1930 году в пятилетнем возрасте осталась сиротой и воспитывалась в детском доме, получив там начальное образование.
С 1942 года в период войны, К. Ф. Краснова начала свою трудовую деятельность в колхозе имени В. И. Ленина Советского района — колхозница на махорочных плантациях, затем выращивала хлеб и работала дояркой. В 1948 году возглавила полеводческое звено по выращиванию зерновых культур и был получен урожай пшеницы 29,7 центнера с гектара на площади 27 гектаров и ржи 29 центнеров с гектара на площади 22 гектара.
20 мая 1949 года Указом Президиума Верховного Совета СССР «за получение высоких урожаев пшеницы и ржи в 1948 году» Клавдия Фёдоровна Краснова была удостоена звания Героя Социалистического Труда с вручением Ордена Ленина и золотой медали «Серп и Молот».
С 1953 года после окончания 3-х годичной краевой сельскохозяйственной школы подготовки руководящих кадров, получив специальности агроном, работала бригадиром садоводческой бригады в колхозе «Путь к коммунизму», а с 1961 года —  в колхозе «На страже мира».
К. Ф. Краснова избиралась депутатом Алтайского краевого Совета народных депутатов. После выхода на пенсию К. Ф. Краснова проживала в закрытом городе Северск Томской области.

## Награды
- Медаль «Серп и Молот» (20.05.1949)
- Орден Ленина (1949)
- Медаль «За доблестный труд в Великой Отечественной войне 1941—1945 гг.»